# Cleome lilloi
Cleome lilloi là một loài thực vật có hoa trong họ Màng màng. Loài này được M.Gómez mô tả khoa học đầu tiên năm 1953.